# Dendrocolaptes hoffmannsi
Dendrocolaptes hoffmannsi là một loài chim trong họ Furnariidae.